# Colobomycter
Colobomycter es un pequeño parareptil procedente del Pérmico Inferior de Oklahoma. El género fue descrito a partir de restos fósiles en 1958, en ese momento se creyó que pertenecía a un sinápsido, específicamente a un pelicosaurio. Sin embargo, el descubrimiento de nuevo material y la revaluación del holotipo permitió reclasificarlo como miembro de Eureptilia. Estudios posteriores demostraron que Colobomycter se ubica más apropiadamente dentro del clado de amniotas, Parareptilia, estrechamente relacionado al taxón Acleistorhinus. Los dos taxones conforman la Familia Acleistorhinidae.
No se conoce material postcraneal de Colobomycter y el material craneal -representado por cuatro individuos- se encontró en el condado Comanche de Oklahoma.
El cráneo de Colobomycter se considera uno de los más enigmático de los parareptiles basales, debido a la presencia de grandes dientes similares a caninos con bordes aserrados en el premaxilar y en menor intensidad en el maxilar. La longitud de los colmillos premaxilares es mayor a la mitad de la altura del cráneo. 